# Temporada 1973 del Campeonato Mundial de Rally
La temporada 1973 fue la 1º edición del Campeonato Mundial de Rally. Comenzó el 19 de enero con el Rally de Montecarlo y terminó el 2 de diciembre en el Rally de Córcega. Durante tres años antes, se había celebrado el Campeonato Internacional de Marcas y tras la insistencia de algunos jefes de equipo como Jacques Cheinisse de Alpine-Renault o Cesare Fiorio de Lancia se le otorgó el rango de mundial. Ese primer año solo se disputó el título de constructores y el calendario contó con trece pruebas, donde se incluyeron algunas pruebas clásicas como el Montecarlo y se incluyeron Polonia, Portugal, Córcega y Mil Lagos. En el caso de Polonia al igual que el Rally Press on Regard, se incluía por motivos políticos, con la intención de promocionar el campeonato en esos países. Tan sólo el mejor coche clasificado de cada fabricante puntuaba y solo se tenían en cuenta los nueve mejores.

## Desarrollo
La organización del campeonato mundial simplificó bastante el confuso y caótico mundo de los rallys internacionales, pero ese año no estuvo libre de controversias y polémicas. En el Rally de Montecarlo, la primera prueba celebrada del Campeonato Mundial de Rally, se produjo un caos en el tramo de Burzet. La carretera había sido bloqueada por una tormenta de nieve antes del comienzo, pero los organizadores decidieron que la etapa se corriese. Algunos equipos lograron atravesarlo pero terminó siendo bloqueado por un banco de nieve. Los participantes que llegaron más tarde se apelotonaron creando un atasco masivo, con lo que fueron penalizados. Los espectadores creyeron que el rally se había suspendido, e intentaron salir del tramo. Dichos equipos a disgusto con la organización decidieron alzar la voz y bloquear los tramos, incluso la policía tuvo que intervenir para evitar problemas mayores, pero finalmente la prueba continuó. En la prueba africana, el Rally Safari, hubo un empate, y la normativa indicaba que en caso de empate, el ganador sería el último que hubiese sido penalizado, por lo que se le otorgó la victoria al piloto ugandés Shekhar Mehta, que había llegado a la meta con un faro roto. En el Suecia los organizadores habían prohibido los reconocimientos lo que hizo que fuese toda una aventura para los equipos, tratar de correr sobre unos tramos llevos de hielo, aunque las condiciones mejoraron al caer algo de nieve y las carreteras se hicieron menos resbaladizas. En el Rally de Marruecos de 66 coches que partieron sólo llegaron 13. En el Rally de Polonia sólo tres participantes terminaron la prueba, en una prueba mal organizada con carreteras en mal estado y donde Jean-Luc Therier, tendría que haber ganado de no haber cruzado un control en sentido inverso por un error en su libro de ruta. En el Rally de los Alpes Austríacos el ganador Achim Warmbold fue descalificado por una reclamación de Alpine-Renault al entender que había recortado el recorrido, éste apeló y la FIA le concedió la victoria meses más tarde. En San Remo los Alpine se adjudicaron el título provisionalmente, al finalizar 1º y 3º. En la prueba americana los equipos oficiales no se presentaron, donde ganaría un piloto local. En el RAC los Ford dominaron la prueba ocupando los tres primeros puestos. El Tour de Corse, rally retrasado un mes por la crisis del petróleo, resultó un paseo para Alpine donde se hizo con la victoria y el mundial.
Algunos de los pilotos que corrieron se convertirían en leyendas de los rallyes. En algunos como el sueco Bjorn Waldegard que participaría en algunas pruebas obteniendo como mejor resultado un cuarto puesto en el Rally de los Alpes Austríacos, se convertiría posteriormente en el año 1979 en el primer piloto que ganaría el Campeonato Mundial de Rally, ya que ese año entraba por primera vez el campeonato de pilotos. El francés Jean-Claude Andruet se convirtió en el primer piloto que ganar una prueba del mundial al vencer en el Rally de Montecarlo.

### Puntuación
- Solo el mejor coche clasificado de cada fabricante puntuaba.

| Posición | 1º | 2º | 3º | 4º | 5º | 6º | 7º | 8º | 9º | 10º |
| -------- | -- | -- | -- | -- | -- | -- | -- | -- | -- | --- |
| Puntos   | 20 | 15 | 12 | 10 | 8  | 6  | 4  | 3  | 2  | 1   |

## Calendario
Muchas de las pruebas que entraron en el calendario ya existían y se llevaban años compitiendo, como el caso de Rally de Montecarlo, o el Rally de Suecia.
| N.º | Fecha               | Rally                         | Resultados |
| --- | ------------------- | ----------------------------- | ---------- |
| 1   | 19-26 de enero      | Rally de Montecarlo           | Resultados |
| 2   | 15-17 de febrero    | Rally de Suecia               | Resultados |
| 3   | 13-18 de marzo      | Rally de Portugal             | Resultados |
| 4   | 19-23 de abril      | Rally Safari                  | Resultados |
| 5   | 8-13 de mayo        | Rally de Marruecos            | Resultados |
| 6   | 23-27 de mayo       | Rally Acrópolis               | Resultados |
| 7   | 12-15 de julio      | Rally de Polonia              | Resultados |
| 8   | 3-5 de agosto       | Rally de Finlandia            | Resultados |
| 9   | 12-15 de septiembre | Rally de los Alpes Austríacos | Resultados |
| 10  | 10-13 de octubre    | Rally de San Remo             | Resultados |
| 11  | 1-4 de noviembre    | Rally Press on Regardless     | Resultados |
| 12  | 17-21 de noviembre  | Rally de Gran Bretaña         | Resultados |
| 13  | 1-2 de diciembre    | Rally de Córcega              | Resultados |

## Equipos
Muchos equipos se presentaron a las pruebas del mundial, pero solo el equipo de Renault-Alpine, que mantuvo sus tres pilotos del año anterior y fue el único en presentarse a todas las pruebas con intención de ganar el campeonato, además de ser el gran favorito. El resto de marcas participantes Saab, Fiat, Lancia, Opel, Ford, Peugeot, Datsun y Toyota se presentaron a aquellas que les resultaban favorables.
| Constructor    | Equipo              | Automóvil                  | Piloto                |
| -------------- | ------------------- | -------------------------- | --------------------- |
| Alpine-Renault | Alpine-Renault      | Alpine-Renault A110 1800   | Jean-Claude Andruet   |
| Alpine-Renault | Alpine-Renault      | Alpine-Renault A110 1800   | Jean-Pierre Nicolas   |
| Alpine-Renault | Alpine-Renault      | Alpine-Renault A110 1800   | Ove Andersson         |
| Alpine-Renault | Alpine-Renault      | Alpine-Renault A110 1800   | Bernard Darniche      |
| Alpine-Renault | Alpine-Renault      | Alpine-Renault A110 1800   | Jean-Luc Thérier      |
| Fiat           | Fiat SpA            | Fiat 124 Abarth Rallye     | Rauno Aaltonen        |
| Fiat           | Fiat SpA            | Fiat 124 Abarth Rallye     | Björn Waldegård       |
| Lancia         | Lancia Marlboro     | Lancia Fulvia 1.6 Coupé HF | Harry Källström       |
| Lancia         | Lancia Marlboro     | Lancia Fulvia 1.6 Coupé HF | Simo Lampinen         |
| Lancia         | Lancia Marlboro     | Lancia Fulvia 1.6 Coupé HF | Amilcare Ballestrieri |
| Opel           | General Motors      | Opel Ascona A              | Anders Kulläng        |
| Opel           | General Motors      | Opel Ascona A              | Lillebror Nasenius    |
| Ford           | Ford Motor Co. Ltd. | Ford Escort RS 1600 MKI    | Hannu Mikkola         |
| Ford           | Ford Motor Co. Ltd. | Ford Escort RS 1600 MKI    | Timo Mäkinen          |
| Saab           | Saab Scania         | Saab 96 V4                 | Stig Blomqvist        |
| Toyota         | Toyota              | Toyota Celica              | Ove Andersson         |
| Nissan         | Nissan Motor Co.    | Datsun 240Z                | Shekhar Mehta         |

## Resultados

### Campeonato de Constructores
| Pos. | Marca          | MON | SWE | POR | SFR | MAR | GRC | POL | FIN | AUS | SRM | USA | GBR  | FRA | Puntos |
| ---- | -------------- | --- | --- | --- | --- | --- | --- | --- | --- | --- | --- | --- | ---- | --- | ------ |
| 1    | Alpine-Renault | 1   | 3   | 1   |     | 1   | 1   | Ret |     | 2   | 1   |     | (5)  | 1   | 147    |
| 2    | Fiat           | 7   | 5   | 4   | (8) | 6   | 2   | 1   | (8) | 6   | 2   |     | (10) |     | 84     |
| 3    | Ford           | 4   |     | 9   | 14  |     | 7   | Ret | 1   |     |     | 4   | 1    | 4   | 76     |
| 4    | Volvo          |     | 9   |     |     | 9   |     |     | 2   |     |     | 2   | 4    |     | 44     |
| 5    | Saab           | 37  | 1   |     |     |     |     |     | 4   | 3   |     |     | Ret  |     | 42     |
| 6    | Datsun         | 9   | 19  | 11  | 1   | 11  |     |     | Ret |     |     | 3   | 14   | 22  | 34     |
| 7    | Citroën        |     |     | 3   |     | 2   | 6   |     |     | Ret |     |     |      |     | 33     |
| 8    | BMW            | 17  | 7   | 13  |     |     | Ret | Ret | 17  | 1   | 51  |     | 7    |     | 28     |
| 9    | Porsche        | 46  |     | 5   | Ret |     |     | Ret | 3   | 7   |     |     | 22   | 8   | 27     |
| 10   | Opel           | 12  | 10  | 7   |     | DSQ | 11  |     | 5   | 13  | 9   | Ret | 6    | 7   | 25     |
| 11   | Toyota         |     | 23  | Ret |     |     | 9   | Ret |     | 8   |     | 1   | 12   |     | 25     |
| 12   | Polski-Fiat    | 35  |     |     |     |     |     | 3   |     |     |     | 6   |      |     | 18     |
| 13   | Lancia         | 8   | 4   |     |     |     |     |     |     |     | 7   |     | Ret  |     | 17     |
| 14   | Volkswagen     | 38  |     |     |     |     |     | 2   | 39  |     |     |     |      |     | 15     |
| 15   | Wartburg       |     | 6   | 19  |     | 12  | 5   |     |     | 10  |     |     |      |     | 15     |
| 16   | Peugeot        | Ret |     |     | 3   | 10  |     |     | 22  |     |     |     |      |     | 12     |
| 17   | Mitsubishi     |     |     |     | 7   |     |     |     |     |     |     |     |      |     | 4      |
| 18   | Skoda          |     | 8   |     |     |     |     |     | 15  |     |     |     |      |     | 3      |
| 19   | Alfa Romeo     | 19  | 17  |     | Ret |     |     |     | 13  |     |     |     |      | 9   | 2      |
| 20   | Audi NSU       |     |     |     |     |     | 10  |     |     |     |     |     |      | 10  | 2      |

### Ganadores de las pruebas
| Competencia                   | Piloto ganador      | Marca-Escudería |
| ----------------------------- | ------------------- | --------------- |
| Rally de Montecarlo           | Jean-Claude Andruet | Alpine-Renault  |
| Rally de Suecia               | Stig Blomqvist      | Saab            |
| Rally de Portugal             | Jean-Luc Therier    | Alpine-Renault  |
| Rally Safari                  | Shekhar Mehta       | Datsun-Nissan   |
| Rally de Marruecos            | Bernard Darniche    | Alpine-Renault  |
| Rally Acrópolis               | Jean-Luc Therier    | Alpine-Renault  |
| Rally de Polonia              | Achim Warmbold      | Fiat            |
| Rally de Finlandia            | Timo Makinen        | Ford            |
| Rally de los Alpes Austríacos | Achim Warmbold      | BMW             |
| Rally de San Remo             | Jean-Luc Therier    | Alpine-Renault  |
| Rally Press on Regard         | Walter Boyce        | Toyota          |
| Rally de Gran Bretaña         | Timo Makinen        | Ford            |
| Rally de Córcega              | Jean-Pierre Nicolas | Alpine-Renault  |